# Кисуму
Кисуму је лучки град у Кенији и има 322.724 становника (1999). Налази се на језеру Викторија. Трећи је град у Кенији и највећи је град западне Кеније. Лука је основана 1901. године.

## Партнерски градови
- Болдер
- Роанок
- Челтенам